# 梅崎司
梅崎 司（うめさき つかさ、1987年2月23日 - ）は、長崎県諫早市出身のサッカー指導者、元プロサッカー選手。現役時代のポジションはミッドフィールダーで、主にトップ下、左サイドでプレーした。元日本代表。

## 来歴

### 大分トリニータ
大分トリニータU-18から2005年にトップチームへ昇格。2006年途中からレギュラーに定着した。同年8月31日、アジアカップ2007の最終予選に向けたA代表メンバーに、当時のチームメイトであった西川周作と共に選出された。これによりクラブ初のA代表選手となると、9月6日に行われたイエメン戦で交代出場し、代表初出場を記録した。

### グルノーブル
2007年1月26日にフランス2部のグルノーブル・フット38へ期限付き移籍。完全移籍のオプションもあったが行使されず、同年6月末の契約期間満了を前倒しして大分に復帰。同年12月26日、浦和レッズへの完全移籍が発表された。

### 浦和レッズ
浦和移籍初年度となった2008年は、鋭いドリブルと思い切りの良いシュートを武器に序盤戦はチームの攻撃を牽引していたが、フリーにポジションを取って自由にプレーすることを好む梅崎に反し、一部の選手を除いてリスクを冒してまで選手が自由に動くことを好まなかった当時の監督、ゲルト・エンゲルスの方針に合わず、中盤戦以降出場機会を失っていった。
2009年、前年まで背番号7を付け、不調に陥っていたFW高原直泰がなじみある背番号19への変更を希望したため、翌年からその背番号7をつけることになった。
この年から監督に就任したフォルカー・フィンケから大きな期待を受け、キャンプでは練習試合で積極的に起用されていたが、開幕目前の3月に腰痛を患い手術を受けた。長いリハビリを経て同年8月15日に復帰し出場機会を増やしていったが、同年11月17日のトレーニング中に右膝を故障してしまい、検査の結果、右膝前十字靭帯損傷と診断 され、以降全ての公式戦に欠場した。
2010年、夏頃の復帰を目指しリハビリに励む毎日を送っていたが、ワールドカップによる中断期間直前辺りにトレーニングに完全合流し、オーストリアキャンプにも帯同、練習試合にも出場出来るほど回復したが、8月1日に行われた国際武道大学との練習試合に出場した際に再び右膝を痛めてしまう。後日、右膝半月板損傷と診断され、半月板の部分切除手術を行い再度離脱したが、10月1日にチームの全体練習に合流し、翌10月2日に行われたJリーグ第25節、対大宮アルディージャ戦で出場はなかったものの、約10ヶ月振りの公式戦ベンチ入りを果たした。そして10月23日、第27節のジュビロ磐田戦で後半32分からの途中交代で、約1年ぶりに試合復帰。しかしこの後は再び細い故障を繰り返した影響もあり、この年の公式戦試合出場はこの試合と次節のモンテディオ山形戦の2試合にとどまった。
2011年、練習試合でゴールを量産し復調をアピールしていたものの、公式戦ではベンチ入りメンバーにすら入れない状態がシーズン終盤まで続いていた。そういった中で監督がゼリコ・ペトロヴィッチから堀孝史に交代すると、以降は右サイドの攻撃的なポジションのレギュラーの座を獲得、10月22日に行われた第30節、対横浜F・マリノス戦では決勝ゴールを挙げるなどの活躍を見せ、チームのJ1残留に貢献した。
2012年、移籍後初の開幕スタメンを勝ち取り、その後は左ウイングバックでスタメン定着を果たした。また2シャドーの柏木陽介、マルシオ・リシャルデスが出場出来ない試合は、2シャドーにスライド出場している。同年12月20日に自身の所属事務所のサイトを通して川上璃子との入籍を報告した。
2016年、AFCチャンピオンズリーグはグループステージに全試合スタメン出場し2007年以来の予選突破に貢献したものの武藤雄樹、駒井善成の加入、関根貴大のスタメン定着がありリーグ戦はベンチ入りが続くが途中出場ながらコンスタントに出場していた。Jリーグカップ・ノックアウトステージ 準々決勝第1戦 ヴィッセル神戸戦に左ウイングバックでスタメン出場するがアディショナルタイムに藤田直之と接触し負傷、左膝前十字靭帯損傷と診断された。

### 湘南ベルマーレ
2018年より湘南ベルマーレに完全移籍で加入。6月3日、Jリーグカップ・POステージ第1戦のベガルタ仙台戦ではプロ入り後初の1試合2得点を記録し勝利に貢献した。8月31日、第25節のV・ファーレン長崎戦では地元に凱旋し、約2年ぶりとなるリーグ戦での得点をマークした。11月24日、第33節の浦和レッズ戦では古巣相手に先制点を決めて、残留に向けて貴重な勝ち点3獲得に貢献した。
2020年はシーズン開幕後の公式戦2試合に連続出場をするも、リーグ中断中の6月に全治3か月の左膝内側半月板損傷によりチームから離脱。その後は怪我から回復した後も試合に中々絡めず第32節・浦和レッズ戦に途中出場したのみであった。この時期を後に振り返った梅崎は「正直モチベーションが上がらない日々も続きましたし、現役引退もチラついた」と語っている。翌2021年も出場機会は限られたが、トレーニングやカップ戦への出場を通して「もっともっと試合に出て、活躍したい」とコンディション・気持ちを高めていった。

### 大分トリニータ復帰
2021年7月17日、大分トリニータへの完全移籍が発表された。2007年以来、実に13年半ぶりの古巣復帰となったが、同年は4試合の出場にとどまり、チームもJ2降格となった。
2022年は自身初のJ2でのプレーとなったが、同年初の出場機会となったルヴァン杯グループステージ第1節・ガンバ大阪戦にて負傷し、リハビリ生活を強いられた。復帰後は途中出場を経てコンディションを上げ、8月にはスタメンに定着を果たし3年ぶりにリーグ戦20試合以上に出場した。
2023年、背番号をU-20代表や浦和でも着用した7番に変更。更には選手・スタッフ・フロントによる投票により、アカデミー出身者としては初となる大分のキャプテンを1年間務めた。
2024年はキャプテンの座を渡邉新太に譲り、副キャプテンとなった。第5節・ロアッソ熊本戦にて決勝点となるPKを決め勝利に貢献したが、その後は例年以上に負傷に悩まされ、前年から大きく出場機会を減らした。同シーズンを以ての契約満了をクラブから通知された直後は現役続行の意思も持っていたが、知人達への相談を経て心境が変化 11月11日に現役引退が発表された。

### 現役引退後
2025年、湘南時代に指導を受けた曺貴裁が指揮を執る京都サンガF.C.のトップチームコーチに就任。

## 所属クラブ
- 長崎FC
- 1999年 - 2001年 キックスFC
- 2002年 - 2004年 大分トリニータU-18（大分東明高等学校）
- 2005年 - 2007年 大分トリニータ
  - 2007年1月 - 同年5月 グルノーブル・フット38（期限付き移籍）
- 2008年 - 2017年 浦和レッズ
- 2018年 - 2021年7月 湘南ベルマーレ
- 2021年7月 - 2024年 大分トリニータ

## 個人成績
| 国内大会個人成績 | 国内大会個人成績 | 国内大会個人成績 | 国内大会個人成績 | 国内大会個人成績 | 国内大会個人成績 | 国内大会個人成績 | 国内大会個人成績 | 国内大会個人成績 | 国内大会個人成績 | 国内大会個人成績 | 国内大会個人成績 |
| 年度             | クラブ           | 背番号           | リーグ           | リーグ戦         | リーグ戦         | リーグ杯         | リーグ杯         | オープン杯       | オープン杯       | 期間通算         | 期間通算         |
| 年度             | クラブ           | 背番号           | リーグ           | 出場             | 得点             | 出場             | 得点             | 出場             | 得点             | 出場             | 得点             |
| 日本             | 日本             | 日本             | 日本             | リーグ戦         | リーグ戦         | リーグ杯         | リーグ杯         | 天皇杯           | 天皇杯           | 期間通算         | 期間通算         |
| ---------------- | ---------------- | ---------------- | ---------------- | ---------------- | ---------------- | ---------------- | ---------------- | ---------------- | ---------------- | ---------------- | ---------------- |
| 2002             | 大分U-18         |                  | -                | -                | -                | -                | -                | 2                | 0                | 2                | 0                |
| 2004             | 大分U-18         | 7                | -                | -                | -                | -                | -                | 3                | 2                | 3                | 2                |
| 2005             | 大分             | 27               | J1               | 3                | 0                | 1                | 0                | 1                | 0                | 5                | 0                |
| 2006             | 大分             | 21               | J1               | 25               | 3                | 5                | 1                | 1                | 0                | 31               | 4                |
| フランス         | フランス         | フランス         | フランス         | リーグ戦         | リーグ戦         | F・リーグ杯      | F・リーグ杯      | フランス杯       | フランス杯       | 期間通算         | 期間通算         |
| 2006-07          | グルノーブル     | 8                | L.2              | 5                | 0                | -                | -                | -                | -                | 5                | 0                |
| 日本             | 日本             | 日本             | 日本             | リーグ戦         | リーグ戦         | リーグ杯         | リーグ杯         | 天皇杯           | 天皇杯           | 期間通算         | 期間通算         |
| 2007             | 大分             | 32               | J1               | 19               | 2                | -                | -                | 2                | 1                | 21               | 3                |
| 2008             | 浦和             | 21               | J1               | 22               | 1                | 4                | 2                | 1                | 0                | 27               | 3                |
| 2009             | 浦和             | 7                | J1               | 9                | 0                | 0                | 0                | 1                | 0                | 10               | 0                |
| 2010             | 浦和             | 7                | J1               | 2                | 0                | 0                | 0                | 0                | 0                | 2                | 0                |
| 2011             | 浦和             | 7                | J1               | 13               | 2                | 5                | 1                | 2                | 0                | 20               | 3                |
| 2012             | 浦和             | 7                | J1               | 33               | 7                | 1                | 0                | 2                | 0                | 36               | 7                |
| 2013             | 浦和             | 7                | J1               | 28               | 2                | 4                | 1                | 2                | 0                | 34               | 3                |
| 2014             | 浦和             | 7                | J1               | 33               | 4                | 6                | 2                | 1                | 1                | 40               | 7                |
| 2015             | 浦和             | 7                | J1               | 31               | 8                | 2                | 0                | 4                | 0                | 37               | 8                |
| 2016             | 浦和             | 7                | J1               | 19               | 1                | 1                | 0                | 0                | 0                | 20               | 1                |
| 2017             | 浦和             | 7                | J1               | 10               | 0                | 1                | 0                | 2                | 0                | 13               | 0                |
| 2018             | 湘南             | 7                | J1               | 29               | 4                | 11               | 4                | 1                | 0                | 41               | 8                |
| 2019             | 湘南             | 7                | J1               | 23               | 2                | 3                | 1                | 1                | 0                | 27               | 3                |
| 2020             | 湘南             | 7                | J1               | 2                | 0                | 1                | 1                | -                | -                | 3                | 1                |
| 2021             | 湘南             | 7                | J1               | 2                | 0                | 4                | 0                | 2                | 1                | 8                | 1                |
| 2021             | 大分             | 27               | J1               | 4                | 0                | -                | -                | -                | -                | 4                | 0                |
| 2022             | 大分             | 27               | J2               | 24               | 3                | 2                | 0                | 2                | 1                | 28               | 4                |
| 2023             | 大分             | 7                | J2               | 21               | 1                | -                | -                | 0                | 0                | 21               | 1                |
| 2024             | 大分             | 7                | J2               | 6                | 1                | 0                | 0                | 0                | 0                | 6                | 1                |
| 通算             | 日本             | 日本             | J1               | 307              | 36               | 49               | 13               | 23               | 3                | 379              | 52               |
| 通算             | 日本             | 日本             | J2               | 51               | 5                | 2                | 0                | 2                | 1                | 55               | 6                |
| 通算             | 日本             | 日本             | 他               | -                | -                | -                | -                | 5                | 2                | 5                | 2                |
| 通算             | フランス         | フランス         | L.2              | 5                | 0                | -                | -                | -                | -                | 5                | 0                |
| 総通算           | 総通算           | 総通算           | 総通算           | 363              | 41               | 51               | 13               | 30               | 6                | 444              | 60               |

その他の公式戦
- 2015年
  - スーパーカップ 1試合0得点
  - Jリーグチャンピオンシップ 1試合0得点

| 国際大会個人成績 | 国際大会個人成績 | 国際大会個人成績 | 国際大会個人成績 | 国際大会個人成績 | FIFA      | FIFA      |
| 年度             | クラブ           | 背番号           | 出場             | 得点             | 出場      | 得点      |
| AFC              | AFC              | AFC              | ACL              | ACL              | クラブW杯 | クラブW杯 |
| ---------------- | ---------------- | ---------------- | ---------------- | ---------------- | --------- | --------- |
| 2008             | 浦和             | 21               | 1                | 0                | -         | -         |
| 2013             | 浦和             | 7                | 4                | 1                | -         | -         |
| 2015             | 浦和             | 7                | 3                | 0                | -         | -         |
| 2016             | 浦和             | 7                | 8                | 0                | -         | -         |
| 2017             | 浦和             | 7                | 4                | 0                | 1         | 0         |
| 通算             | AFC              | AFC              | 20               | 1                | 1         | 0         |

その他の国際公式戦
- 2019年
  - Jリーグカップ/コパ・スダメリカーナ王者決定戦 1試合0得点
- Jリーグ初出場 2005年7月10日 J1 第15節 対サンフレッチェ広島（大分ス）
- Jリーグ初得点 2006年5月3日 J1 第11節 対鹿島アントラーズ（カシマ）

## 代表歴

### 出場大会など
- U-19日本代表
  - 2006年 AFCユース選手権
- U-20日本代表
  - 2007年 FIFA U-20ワールドカップ
- U-22日本代表
  - 2007年 2008年北京オリンピックのサッカー競技・アジア予選
- U-23日本代表
  - 2008年 トゥーロン国際大会
  - 2008年 北京オリンピック バックアップメンバー
- 日本代表

### 試合数
- 国際Aマッチ 1試合 0得点（2006年）

| 日本代表 | 国際Aマッチ | 国際Aマッチ |
| 年       | 出場        | 得点        |
| -------- | ----------- | ----------- |
| 2006     | 1           | 0           |
| 通算     | 1           | 0           |

### 出場
| No. | 開催日         | 開催都市 | スタジアム | 対戦相手 | 結果 | 監督             | 大会             |
| --- | -------------- | -------- | ---------- | -------- | ---- | ---------------- | ---------------- |
| 1.  | 2006年09月06日 | サヌア   |            | イエメン | ○1-0 | イビチャ・オシム | アジアカップ予選 |

## タイトル

### クラブ
浦和レッズ
- J1リーグ 1stステージ（2015年）
- J1リーグ 2ndステージ（2016年）
- Jリーグカップ（2016年）
- AFCチャンピオンズリーグ（2017年）
- スルガ銀行チャンピオンシップ（2017年）

湘南ベルマーレ
- Jリーグカップ（2018年）

## 指導者歴
- 2025年 - 京都サンガF.C. トップチームコーチ